# René Goscinny
René Goscinny [gosini] (14. srpna 1926 Paříž – 5. listopadu 1977 Paříž) byl francouzský spisovatel, humorista a scenárista. Jako scenárista tvořil komiksy o Asterixovi, je také autorem příběhů o Mikulášovi.

## Život a dílo
Byl ze židovské rodiny. Jeho otec, inženýr v chemickém průmyslu, pocházel z Polska (původně psán Gościnny), a matka z Ukrajiny. V roce 1928 rodina přesídlila za prací do Argentiny. Goscinny vystudoval francouzské lyceum v Buenos Aires, poté krátce pracoval v New Yorku.
Po návratu do Francie počátkem 50. let 20. století se plně věnoval literární tvorbě. Společně s ilustrátorem Jeanem-Jacquesem Sempém vytvořili postavu Mikuláše (Le petit Nicolas) jehož příběhy zaznamenaly značný úspěch. Goscinnyho však nejvíce proslavily kreslené příběhy s postavičkami Asterixe, Obelixe a dalších Galů, jež kreslil Albert Uderzo. Tyto příběhy byly přeloženy do více než stovky jazyků a patří k nejčtenějším dílům francouzské literatury.
K dalším jeho kresleným seriálům, které vznikaly současně, patří Lucky Luke, Iznogoud, Indián Umpa-pa a další. Goscinny byl také šéfredaktorem časopisu kreslených seriálů Pilote a založil společně s A. Uderzem a Dargaudem studio kresleného filmu Studios Idéfix. V něm vznikla řada animovaných filmů jako např. Asterix a Kleopatra, Daisy Town, Daltonovi na výletě aj.
Zemřel v 51 letech na infarkt.